# Miza (personaj biblic)
Miza (în ebraică: שמה ומזה, puternic, ferm) a fost un șef / duce al Edomului.
Miza a fost fiul lui Raguel care a fost fiul lui Esau.